# Venomous Concept
Venomous Concept est un groupe de grindcore et punk hardcore américain, originaire de Chicago, dans l'Illinois. Le nom du groupe est un jeu de mots inspiré de celui du groupe Poison Idea. Venomous Concept est formé par Kevin Sharp et Shane Embury en 2004.
Venomous Concept compte trois albums : Retroactive Abortion (2004), Poisoned Apple (2008), et Kick Me Silly VCIII (2016). Ils comptent également deux splits : un avec le groupe de grindcore japonais 324 (2006), et l'autre avec le groupe de metal extrême australien Blood Duster (2008).

## Biographie
En février 2004, Kevin Sharp joue pour Napalm Death à la tournée The Art of Noise avec Nile, Strapping Young Lad, Dark Tranquillity et The Berzerker. La même année, Kevin Sharp et Shane Embury forment le groupe, et recrutent Buzz Osborne du groupe The Melvins à la guitare et Danny Herrera de Napalm Death à la batterie, et enregistrent leur premier album, Retroactive Abortion (2004), au label Ipecac Recordings de Mike Patton. Le groupe remplace Osborne par Danny Lilker pour leur deuxième album, Poisoned Apple (2008).
Venomous Concept annonce en 2012 la sortie de son troisième album. L'album, intitulé Kick Me Silly. Au début de 2016, le groupe publie son premier clip en huit ans.

## Membres

### Membres actuels
- Kevin Sharp - chant
- Shane Embury - guitare, basse
- Danny Herrera - batterie
- Danny Lilker - basse
- John « Johnny Cheeseburger » Cooke (Napalm Death) – guitare

### Ancien membre
- Buzz Osborne - guitare

## Discographie
- 2004 : Retroactive Abortion
- 2006 : Making friends vol.1 (split avec le groupe de grindcore japonais 324)
- 2008 : Poisoned Apple
- 2015 : Kick Me Silly